# Lutke von Dassel
Lutke von Dassel (* 1474; † 1537) war ein Sülfmeister und Patrizier in Lüneburg.

## Herkunft
Lutke von Dassel gehörte dem Lüneburger Patriziergeschlecht von Dassel an, das einen Stängel mit drei Blättern im Wappen führte. Das Geschlecht kann als eine der Linien bezeichnet werden, die als Herren von Dassel zusammengefasst werden können. Das Geschlecht ist bis in die Mitte des 19. Jahrhunderts in Lüneburg nachweisbar und stellte in dieser Stadt fünf Bürgermeister.

## Leben
1502 wurde er Sülfmeister, das heißt, er war an der Lüneburger Saline siedeberechtigt. In derselben Anlage wurde er 1509 Barmeister. Nachdem er seit 1510 Ratsherr der Stadt Lüneburg gewesen war, wurde er 1514 ihr Bürgermeister.
Er war mit Geske Stöterogge seit 1506 verheiratet. Nach ihrem Tod heiratete er 1527 Ilsabe von Sanckenstede.

## Wirken
1517 erwarb er auf einem großen Eckgrundstück ein großes viergeschossiges Patrizierhaus, das er ausbauen ließ.
Er machte verschiedene Stiftungen. Bis heute blieben davon erhalten: Wappenscheiben in den Klöstern Diesdorf und Neuendorf sowie Fensterscheiben mit Glasmalereien im Kloster Lüne.

## Denkmal
In der nordwestlichen Vorhalle der Lüneburger Johanniskirche befindet sich als Wanddenkmal ein Sandsteindenkmal Lutkes, der auch Ludolf von Dassel genannt wurde.